# Villers-la-Faye
Villers-la-Faye település Franciaországban, Côte-d’Or megyében. Lakosainak száma 400 fő (2022. január 1.). Villers-la-Faye Meuilley, Magny-lès-Villers, Chaux, Comblanchien, Corgoloin, Échevronne és Marey-lès-Fussey községekkel határos.

## Népesség
A település népessége az elmúlt években az alábbi módon változott:
| Lakosok száma | 271  | 315  | 386  | 402  | 403  | 405  | 392  | 385  | 389  | 400  |
|               | 1968 | 1982 | 1990 | 2006 | 2013 | 2015 | 2017 | 2019 | 2020 | 2022 |